# 名古屋牛乳

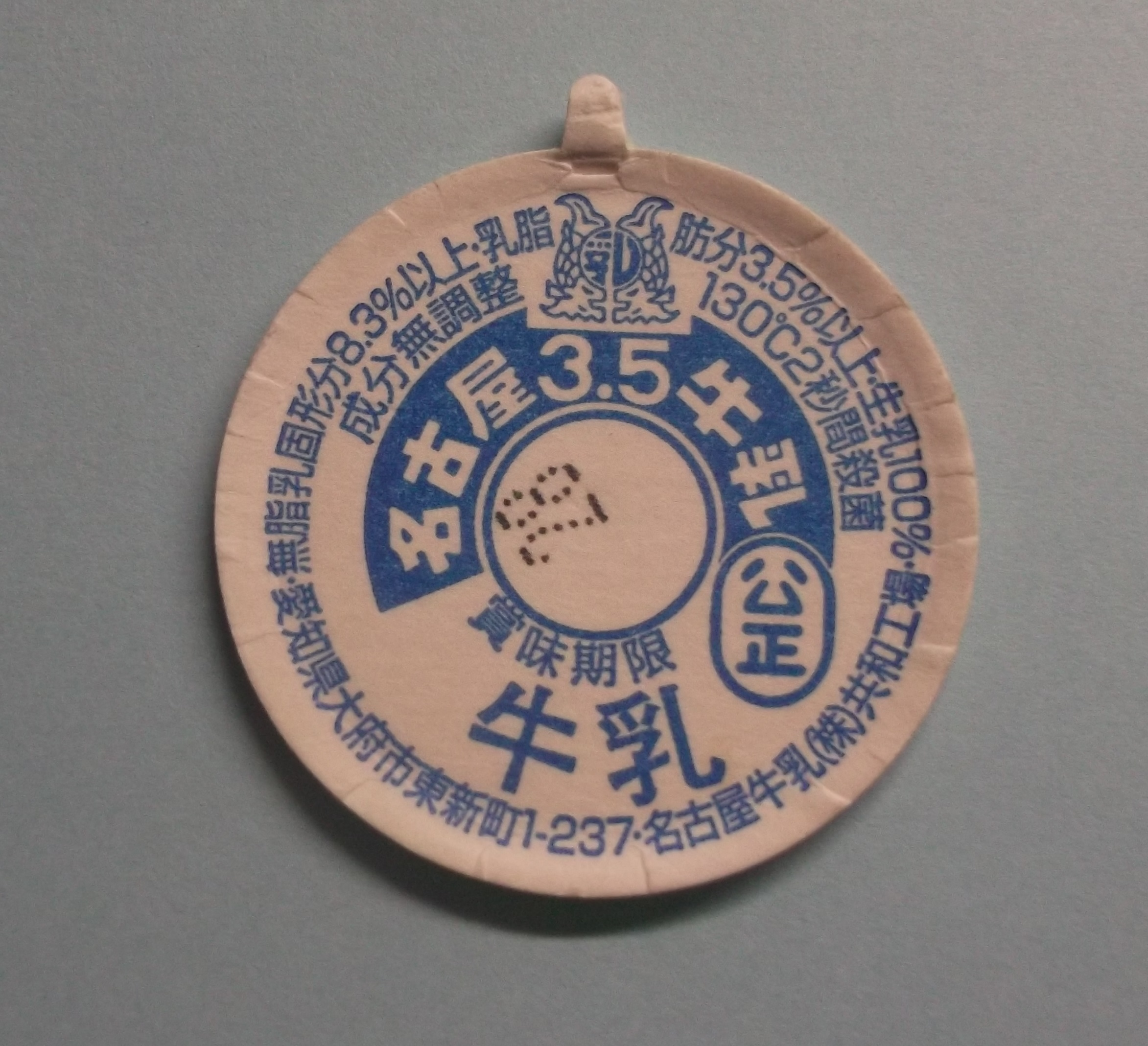
牛乳キャップ

名古屋牛乳株式会社（なごやぎゅうにゅう、英: Nagoya Milk Industry Co.,Ltd.）は、愛知県名古屋市昭和区広路通に本社を置く飲料メーカー。

## 概要
戦後、宅配や学校給食向けの牛乳で、名古屋市内で大きなシェアを占めていた。特に昭和30、40年代には、「名古屋牛乳飲んでるの!」のテレビコマーシャルが毎日流れ、東海地方では高い知名度があった。
1977年（昭和52年）の本社工場閉鎖後は、共和工場に生産を集約し、東海地方を中心にパック入りや瓶入りの牛乳を供給していたほか、スーパーマーケットのプライベートブランドに牛乳をOEM供給していた。その他、ヨーグルト、コーヒー牛乳、フルーツ牛乳なども製造していた。2014年3月をもって乳業事業からは撤退したが、販路を受け継いだ日本酪農協同が「名古屋牛乳」ブランドを引き継ぎ、現在も商品が販売されている。

## 沿革
- 1941年（昭和16年）7月5日 - 名古屋牛乳統制株式会社として名古屋市熱田区外土居町で発足
- 1944年（昭和19年）5月 - 社名を名古屋牛乳株式会社に変更
- 1946年（昭和21年）4月 - 名古屋市昭和区御器所に本社移転。
- 1955年（昭和30年）6月 - 名古屋市昭和区広路通（現：本社所在地）に新工場設立、同所に本社移転
- 1962年（昭和37年）6月 - 共和工場稼動開始
- 1968年（昭和43年）3月 - 春日井畜産農業協同組合及び春日井牛乳処理場を吸収
- 1977年（昭和52年） - 本社工場閉鎖
- 1983年（昭和58年）9月 - 100%子会社鯱運輸株式会社設立
- 1985年（昭和60年）
  - 11月 - 本社ビル竣工
  - 12月 - 本社ビルにて不動産賃貸業を開始。
- 2003年（平成15年）3月 - 乳業再編事業実施。
- 2009年（平成21年）7月 - HACCP取得
- 2014年（平成26年）3月 - 共和工場閉鎖。乳業事業から撤退。

## 主な製品
乳業事業からの撤退後は、ローヤルトップ（はちみつ入り炭酸飲料）のみを製造している。

## 所在地
- 本社
  - 愛知県名古屋市昭和区広路通1丁目12番
- 共和工場（旧）
  - 愛知県大府市東新町1丁目237番
- 旧販売店（乳業事業実施時）
  - 竹内中部販売所 - 愛知県名古屋市中区栄
  - 米野販売店 - 愛知県名古屋市中村区大正町
  - 柳生販売店 - 愛知県名古屋市昭和区円上町
  - 武藤販売店 - 愛知県名古屋市西区児玉
  - 吉田販売店 - 愛知県名古屋市千種区千種
  - 汁谷販売店 - 愛知県名古屋市千種区汁谷町
  - 八事販売所中野牧場 - 愛知県名古屋市天白区八事山
  - 生路稲永販売店 - 愛知県名古屋市港区錦町
  - 鈴木販売店 - 愛知県名古屋市緑区大高町
  - 春日井販売店 - 愛知県春日井市ことぶき町
  - 神領販売店 - 愛知県春日井市神領町
  - 岩倉販売所 - 愛知県岩倉市西市町
  - 枇杷島販売所 - 愛知県清須市西枇杷島町芳野
  - 小牧販売店 - 愛知県小牧市大字小牧原新田
  - 豊明販売店 - 愛知県豊明市新田町
  - 木庭支店 - 愛知県東海市富木島町
  - 山中牛乳店 - 愛知県大府市中央町
  - 布藤牧場 - 愛知県大府市追分町
  - 豊田販売所 - 愛知県豊田市東梅坪町
  - 足助販売店 - 愛知県豊田市足助町田町
  - 水谷販売店 - 愛知県愛西市町方町
  - 山田販売店 - 愛知県愛西市根高町
  - 一色販売店 - 愛知県西尾市一色町前野
  - 鵜沼販売店 - 岐阜県各務原市鵜沼西町
  - 岐阜県美濃市蕨生
  - 坂本販売店 - 岐阜県中津川市茄子川
  - 中津川販売店 - 岐阜県中津川市西宮町
  - 257街道店 - 岐阜県中津川市苗木
  - 中村販売店 - 三重県四日市市城東町
  - 野瀬販売店 - 三重県伊勢市曽祢